# Bethany J. Walker
Bethany Joelle Walker (* 16. Dezember 1967) ist eine US-amerikanische Archäologin.

## Leben
Sie erwarb am Bryn Mawr College (1985–1989) den B.A. im Mai 1989, erwarb an der University of Arizona (1989–1992) den MA im Mai 1992 und an der Universität Toronto (1992–1998) Ph.D. im Mai 1998. Von 1999 bis 2004 war sie Visiting Assistant Professor / Assistant Professor für Geschichte des Nahen Ostens, Department of History, Oklahoma State University. Von 2004 bis 2008 lehrte sie als Assistant und Associate Professor für Geschichte des Nahen Ostens, Department of History, Grand Valley State University. Von 2008 bis 2013 lehrte sie als Professor und Full Professor für Geschichte des Nahen Ostens, Abteilung für Geschichte, Missouri State University. Seit 2013 ist sie ordentliche Professorin für Geschichte des Nahen Ostens an der Universität Bonn.

## Schriften (Auswahl)
- als Herausgeberin: Reflections of empire. Archaeological and ethnographic studies on the pottery of the Ottoman Levant. Boston 2009, ISBN 978-0-89757-081-7.
- Jordan in the late Middle Ages. Transformation of the Mamluk frontier. Chicago 2011, ISBN 0-9708199-7-8.